# ブルーバード (蒼井翔太のアルバム)
『ブルーバード』（英表記 : BLUE BIRD）は、蒼井翔太のファースト・ミニアルバム。2013年6月26日にb-greenより発売（販売:キングレコード）。

## 概要
J-POP歌手として活動していたSHOWTA.がかねてより希望していたアニメソング歌手・声優に転身し、蒼井翔太名義に改名後の声優・歌手活動1作目の作品。
タイトルの『ブルーバード』はファンに対する感謝と蒼井自身が"青い鳥"となってファンと共に飛んでいくという決意を込めたものである。
声優としてデビューしてから早い期間でミニアルバムリリースの話を持ちかけられた際は非常に嬉しかった反面、大きなプレッシャーも感じたという。
通常盤とPVを収録したDVD付きの初回限定盤が発売された。

## 収録曲
1. ブルーバード [4:32]
作詞・作曲：上松範康（Elements Garden）、編曲：藤田淳平（Elements Garden）
歌詞は蒼井のこれまでの人生をイメージして書かれており、どのような過去があって現在の自分があるのかが解るようになっている。歌詞の内容についても「自分の全てを見透かされたのかと思うほどリアルな一曲」と語っている。[2]
テレビ朝日系音楽番組『Break Out』2013年6月度エンディングテーマ
2. 月下の華[4:46]
作詞：香月亜哉音、作曲・編曲：藤田淳平（Elements Garden）
ドラマCD『イケメン大奥』主題歌
3. 愛のささめきごと[4:17]
作詞：RUCCA、作曲・編曲：中山真斗（Elements Garden）
ドラマCD『三国志LOVERS』主題歌
4. SHOT A LOVE![4:59]
作詞：RUCCA、作曲・編曲：菊田大介（Elements Garden）
「ライブを開催するようになった際に観客と一緒に歌える楽曲が歌いたい」という蒼井の要望により作られた楽曲[2]。
歌詞に存在する"SHOW TIME"、"SHORT TIME"というフレーズは「翔太」、タイトルにもなっている"SHOT A LOVE"というフレーズは「翔太ラブ」に聞こえるように作られた言葉遊び（空耳歌詞）である[2]。
5. 君のとなりで[4:54]
作詞・作曲：蒼井翔太、編曲：藤間仁（Elements Garden）
蒼井自身による初の作詞・作曲の楽曲。ファンからの日頃の応援に対する感謝の気持ちを込めた返事として作られた楽曲[2]。

## 備考
- PVのロケには水戸芸術館が使用された。